# Gloydius lateralis
Gloydius lateralis — вид змій родини гадюкових (Viperidae). Описаний у 2022 році. Вид є ендеміком південно-китайської провінції Сичуань. Відомий лише з Національного природного заповідника Цзючжайгоу (повіт Цзючжайгоу, Нгава-Тибетсько-Цянська автономна префектура). Вид активний у сонячні дні у спекотних і сухих місцях уздовж доріг.

## Опис
Вид має маленьке тіло, великі очі (відносно голови), двосторонні ямки та розділену підхвостову луску. Вид також має 20-21 ряд спинної луски посередині тіла. Спинна частина тіла від зеленуватого до світло-коричневого кольору з 4 рядами зигзагоподібних темно-коричневих плям. Безперервна правильна сіро-коричнева вентролатеральна смуга проходить з кожного боку тіла та хвоста.